# Myrcia mutabilis
Myrcia mutabilis là một loài thực vật có hoa trong Họ Đào kim nương. Loài này được (O.Berg) N.Silveira mô tả khoa học đầu tiên năm 1985.